# Trash Boat
Trash Boat is een Britse posthardcoreband afkomstig uit St. Albans.

## Biografie
Trash Boat werd opgericht in 2014 door Dann Bostock, Tobi Duncan, James Grayson, Ryan Hyslop en Oakley Moffatt. De naam van de band is geïnspireerd op een aflevering van de Regular Show. Op 23 juni datzelfde jaar bracht ze zelfstandig hun debuut-ep, Look Alive, uit.
Op 17 maart 2015 tekende de band een contract bij Hopeless Records. Later dat jaar brachten ze hun tweede ep Brainwork uit en mocht de band fungeren als voorprogramma voor de Engelse tour van New Found Glory. Op 17 juni 2016 brachten ze hun debuutalbum Nothing I Write You Can Change What You've Been Through uit. Ter promotie van dat album was de band onder andere te zien op de festival van Reading en Leeds, alsook als voorprogramma van Beartooth tijdens hun Britse tour.
Het op 20 juli 2018 uitgekomen tweede album van de band,  Crown Shyness getiteld, kwam op een tweede plaats binnen in de Top Heatseekers-hitlijst van Billboard. Op 2 februari 2019 stond de band samen met Landmvrks en Stray from the Path in de Melkweg te Amsterdam, als voorprogramma voor de Britse metalcoreband While She Sleeps.

## Personele bezetting
- Tobi Duncan – leidende vocalen (2014–heden)
- Dann Bostock – slaggitaar, achtergrondvocalen (2014–heden)
- Ryan Hyslop – leidende gitaar (2014–heden)
- James Grayson – bas, achtergrondvocalen (2014–heden)
- Oakley Moffatt – drums  (2014–heden)

## Discografie
Studioalbums
| Titel                                                   | Album details                                                                                |
| ------------------------------------------------------- | -------------------------------------------------------------------------------------------- |
| Nothing I Write You Can Change What You've Been Through | - Uitgebracht: 17 juni 2016 - Label: Hopeless Records - Drager: cd, digitale download, vinyl |
| Crown Shyness                                           | - Uitgebracht: 20 juli 2018 - Label: Hopeless Records - Drager: cd, digitale download, lp    |

Ep's
| Titel      | Album details                                                                            |
| ---------- | ---------------------------------------------------------------------------------------- |
| Look Alive | - Uitgebracht: 23 juni 2014 - Label: Zelfstandig uitgebracht - Drager: digitale download |
| Brainwork  | - Uitgebracht: 18 mei 2015 - Label: Hopeless Records - Drager: digitale download         |